# Zamczysko na Łysinie
Zamczysko lub Skamieniałe Miasto – osuwisko skalne na Łysinie (zwanej też Ścieszków Groniem) w Beskidzie Małym. Znajduje się na południowej stronie szczytu, tuż pod jego szczytem. Jest to skalny wąwóz z pionowymi ścianami, wielkimi głazami i jaskiniami. Wysokość ścian dochodzi do kilkunastu metrów. Miejsce to znane było już Andrzejowi Komonieckiemu, który w „Dziejopisie żywieckim” tak o nim pisał: ... w górze Łysinie są dziury albo lochy szerokie i głębokie, między wielkimi skałami w ziemi będące, które skryte są i dość ich nie można”. Najgłębszą i najdłuższą z tych jaskiń jest Jaskinia Lodowa w Zamczysku o długości 59 m i głębokości 10 m. Znana jest z tego, że jeszcze w czerwcu stwierdzono występowanie w niej lodowych stalaktytów. Jest to najniżej położona w Polsce jaskinia, w której w lecie obserwowano występowanie lodu. Oprócz niej jest kilka mniejszych jaskiń, mających długość tylko kilku metrów. Są to: Jaskinia w Zamczysku, Jaskinia Strzelista, Nora w Wantach.
Zamczysko porasta las bukowy z domieszką klonów, jarzębin, brzóz oraz krzakami malin. Z ciekawszych gatunków paproci występują w nim: zanokcica skalna, zanokcica zielona, paprotka zwyczajna, są też rzadkie gatunki mchów. Od 2009 r. obszar Zamczyska o powierzchni 0,87 ha objęty został ochroną jako stanowisko dokumentacyjne „Zamczysko na Ściszków Groniu”.
Jak z wieloma tego typu miejscami, również z Zamczyskiem wiążą się legendy. Według jednej z nich istnieje stąd podziemne przejście aż na Babią Górę. Ludowe przekazy mówią, że kiedyś mieszkał tutaj piekarz.

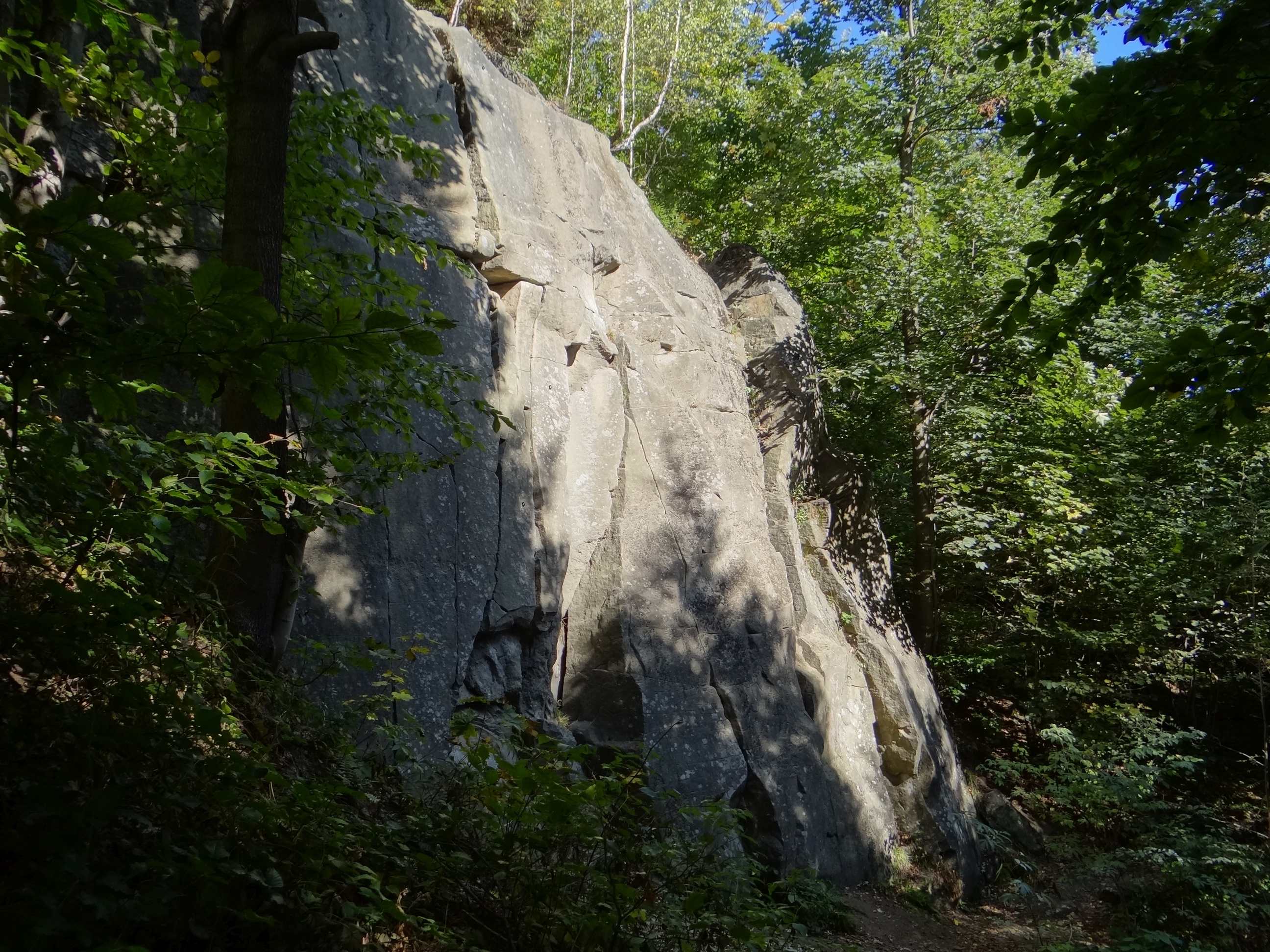
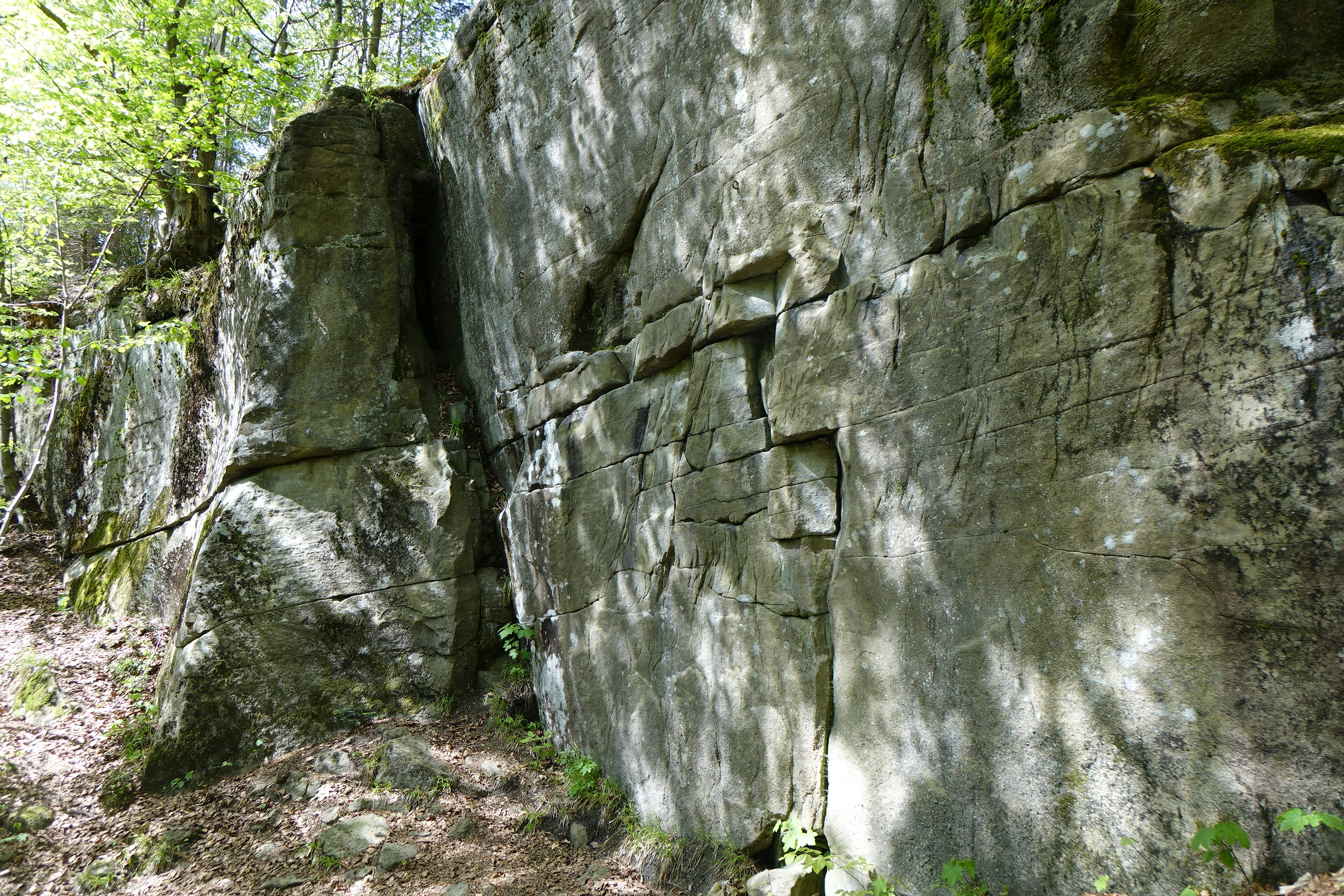
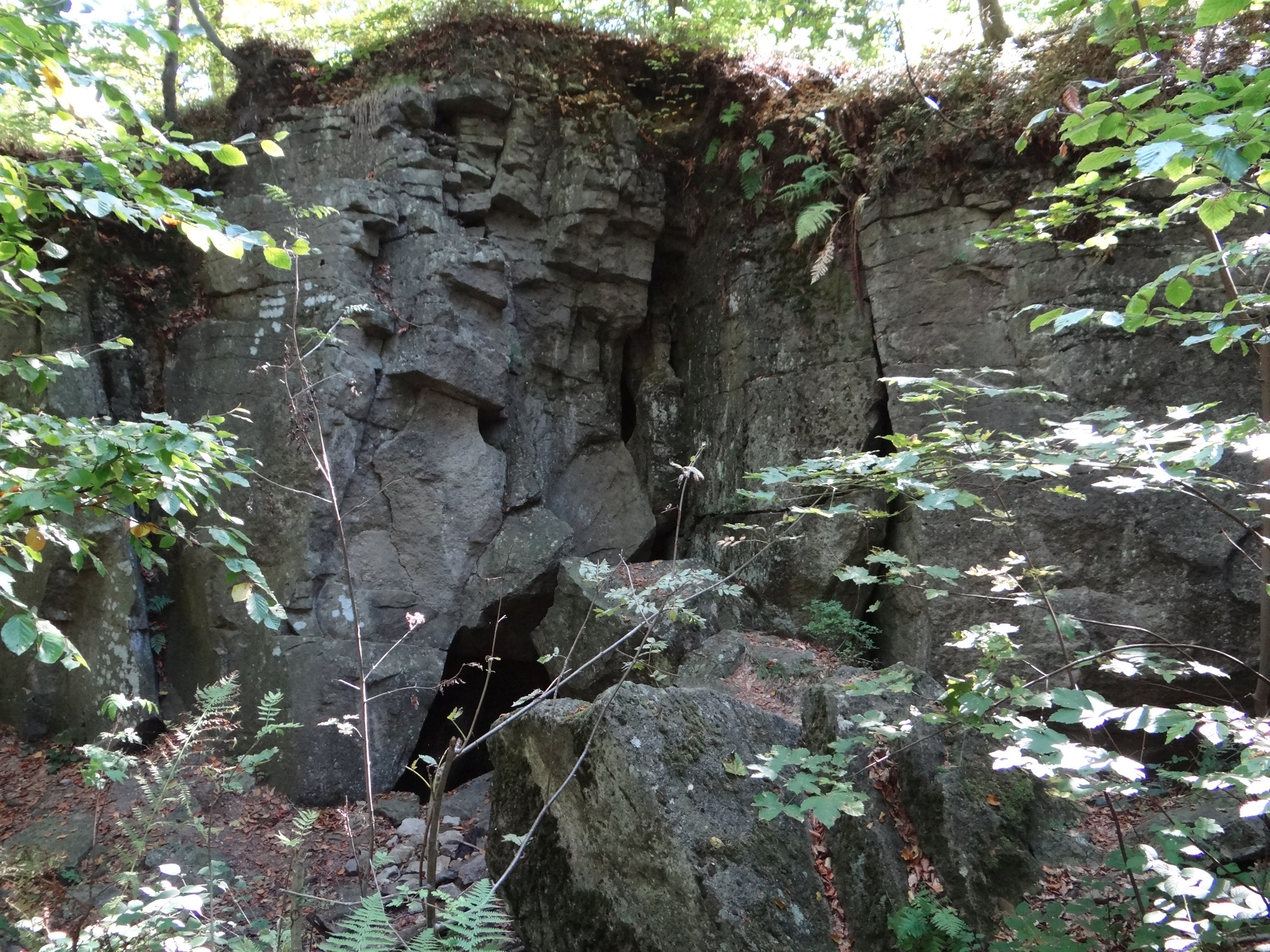
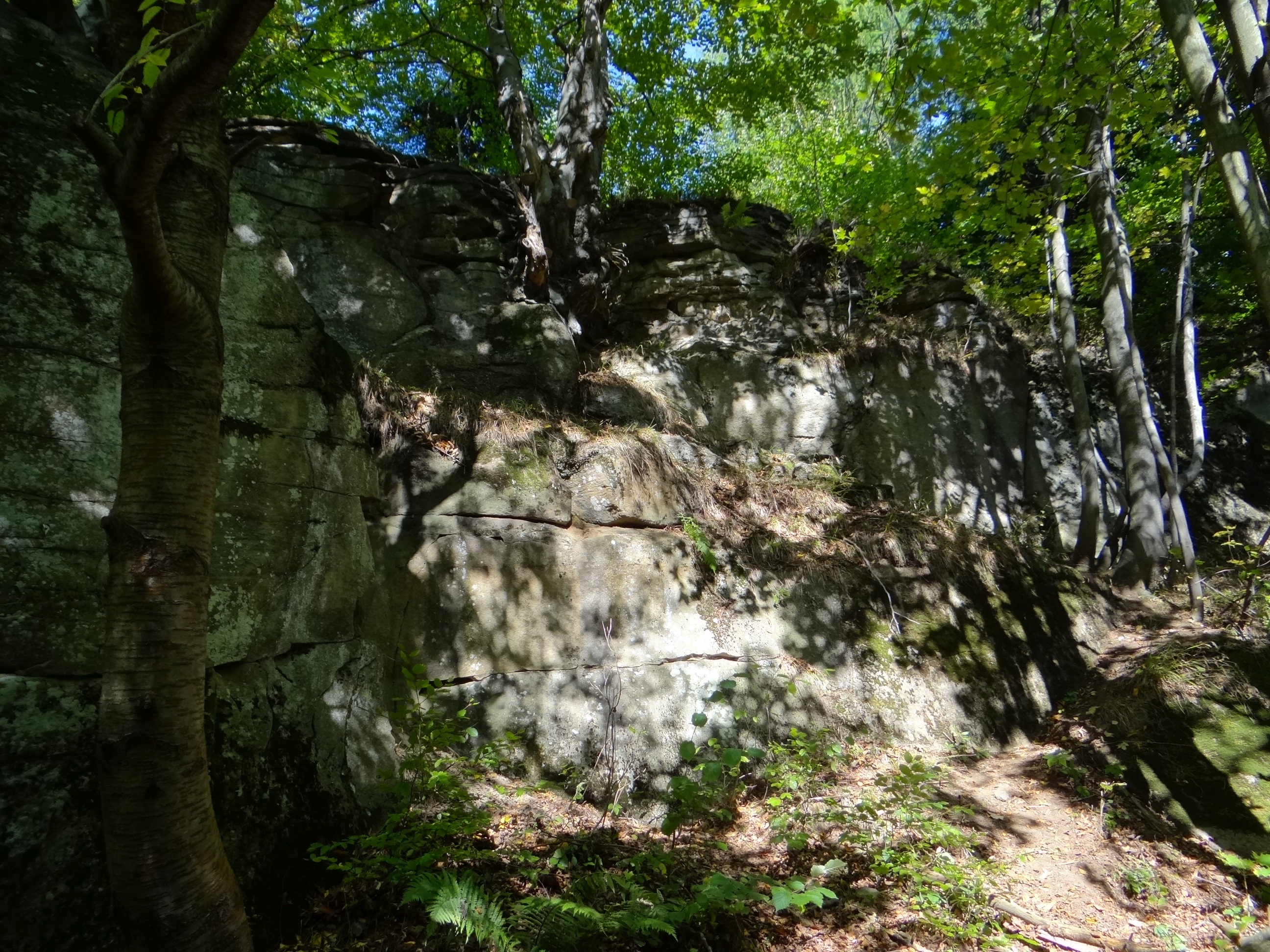
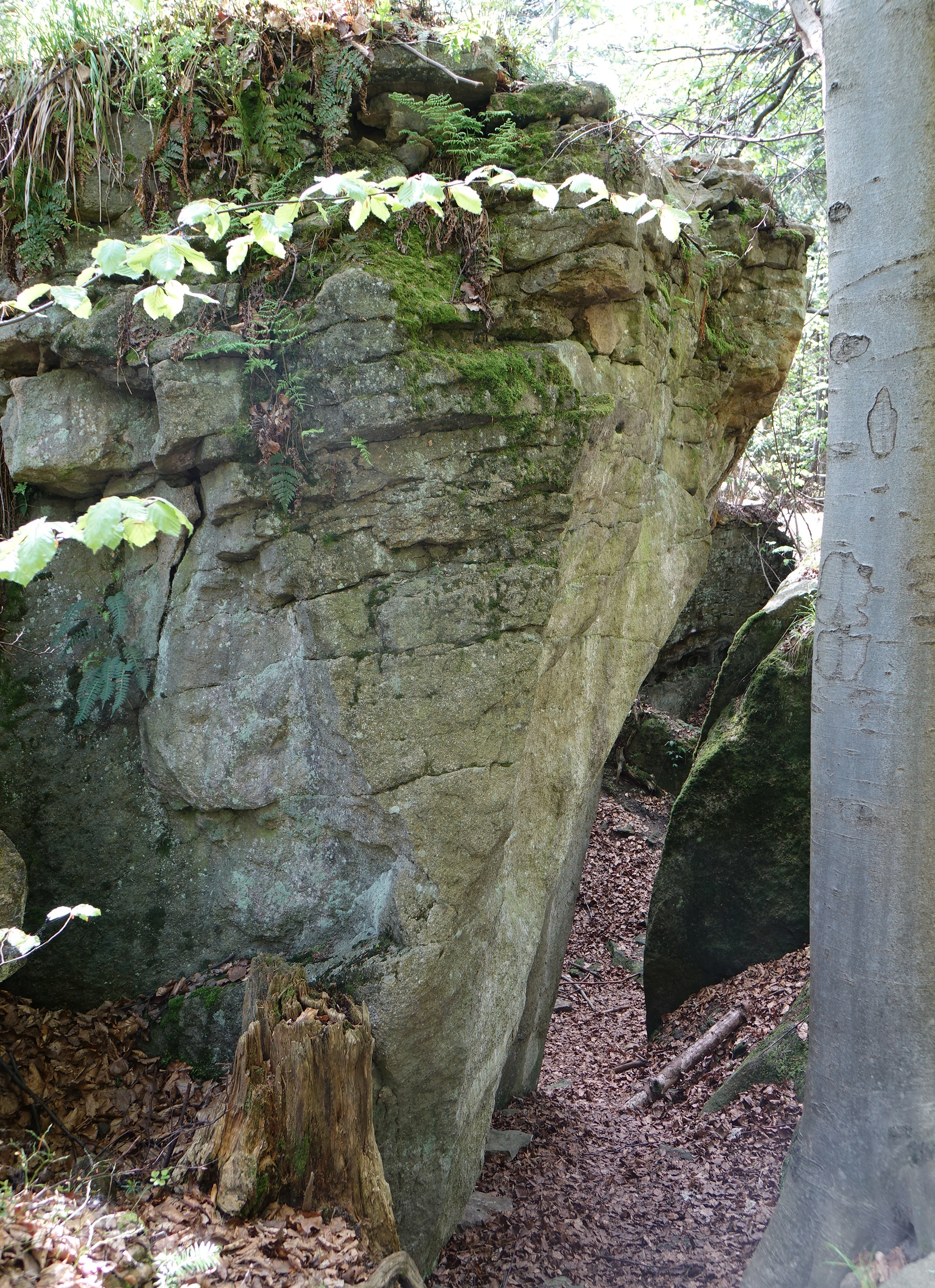
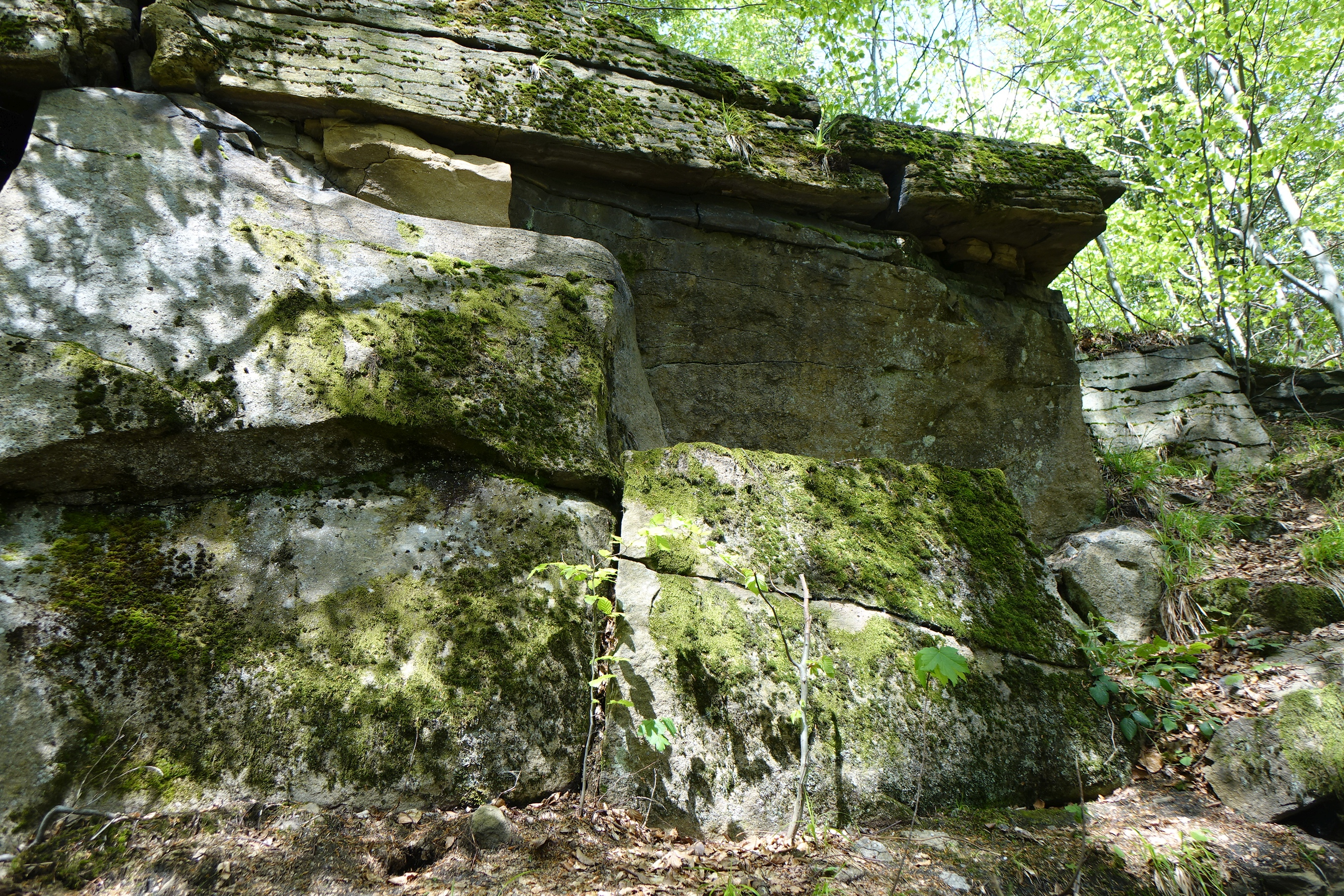
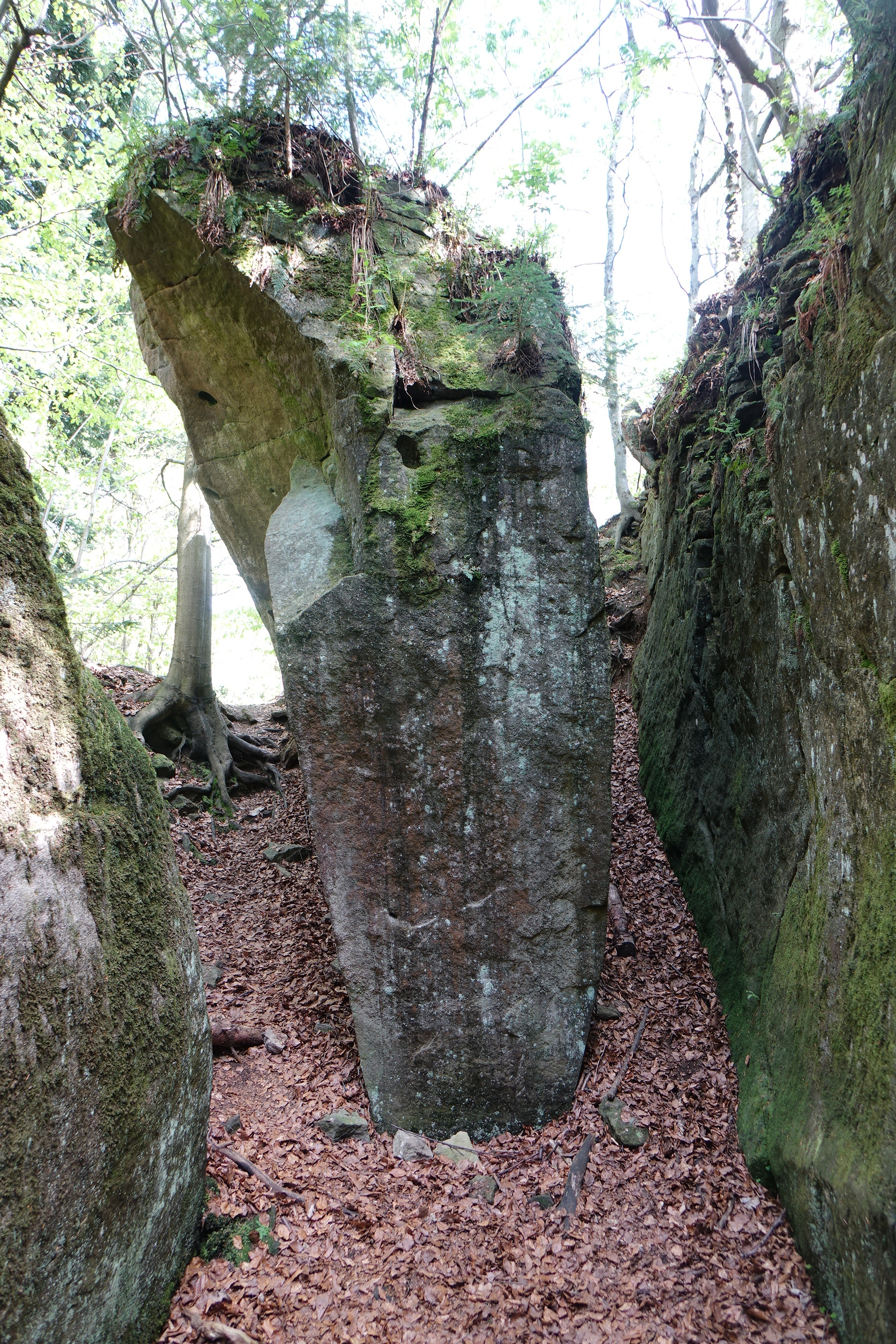

## Wspinaczka skalna
Skały Zamczyska są atrakcyjne również dla wspinaczy skałkowych i dla uprawiających bouldering. W latach 70. XX wieku wspinano się tutaj metodą „na wędkę”. Wspinacze przeszli kilkanaście dróg wspinaczkowych. Najtrudniejsza z nich ma VI.4+ w skali trudności Kurtyki. W 1988 r. Krzysztof Małysz, Piotra Antecki i Czesław Szura na trzech najbardziej do tego celu nadających się ścianach wykonali zabezpieczenia (stałe przeloty).
Skały Zamczyska mają wysokość do 12 m. Wspinacze przeszli kilkanaście dróg wspinaczkowych. Najtrudniejsza z nich ma VI.4+ w skali trudności Kurtyki. W 1988 r. na trzech najbardziej do tego celu nadających się ścianach wspinacze zamontowali stałe punkty asekuracyjne (ringi), na pozostałych wspinaczka tradycyjna (trad). W 2019 r. było już 26 dróg. Oprócz nich są 33 drogi dla boulderingowców. Ich trudności podano w skali francuskiej.

Kula
1. Nagły atak druciarza; VI.2+
2. Flamingo k...wa; VI.2+
3. Szczyty nietoperza; VI.3
4. Kometa Marleya; VI.4
5. Kwasy; VI.4+

El Cap
1. Pozdrowienia z fatherlandu; V, trad
2. Ryski; VI.2
3. Dilferek; VI
4. Mściciel na mountainbiku; V+, trad
5. Mściciel na alufelgach; IV, trad
6. Alufelgi wprost; V, trad
7. Prawe alufelgi; V+, trad
8. Danie drwala; IV, trad
9. Droga do gwiazd; V+, trad
10. Jim and Andre; VI
11. ''Lewy Kisiel; VI
12. Prawy Kisiel; VI
13. Kancik; VI.1
14. Świecznik; VI.3?
15. Prawy świecznik; VI

Zocha
1. Śmierć dziecioroba; V+
2. Kant; VI?
3. Komin; V
4. Brasil; VI.3+
5. Środek Zochy; VI.1
6. Prawa Zocha; VI.1
7. Bez nazwy; 6b
8. Bez nazwy; 6a+
9. Bez nazwy; 6a
10. Bez nazwy; 6a
11. Bez nazwy; 6a
12. Bez nazwy; 6a
13. Bez nazwy; 7b
14. Bez nazwy; 6c

Nad jaskinią
1. Lewa ryska; 6b
2. Bez nazwy; 6c
3. Bez nazwy; 6a
4. Zacięcie; 4
5. Bez nazwy; 4
6. Okap nad jaskinią; 6a
7. Bez nazwy; 5
8. Wyjście z mroku; 7c?
9. Prawa ryska; 4

Dzwon
1. Gruby trawers; 6c
2. Dominator; 7c
3. Electric blue; 7a
4. Zaklinacz deszczu; 7a
5. Prawy kant; 7a+
6. Estetyczny filarek; 5+
7. Ryska za Dzwonem; 5
8. Bez nazwy; 6c
9. Bez nazwy; 4
10. Bez nazwy; 6b
11. Bez nazwy; 6bb+
12. Bez nazwy; 7a
13. Chromosom; 7a[5].

Zamczysko znajduje się w granicach wsi Łysina i Kocierz Rychwałdzki w województwie śląskim, w powiecie żywieckim.
Szlaki turystyczne
 Kocierz Rychwałdzki – Ścieszków Groń – Przełęcz Płonna – Kucówki – Czarne Działy – Gibasówka – Wielki Gibasów Groń – Przełęcz pod Mladą Horą – Mlada Hora – rozstaje Anuli – Smrekowica – rozdroże pod Smrekowicą – Suwory – Krzeszów